# John Berger
John Peter Berger (Hackney, Londres, Inglaterra, 5 de noviembre de 1926-París, Francia, 2 de enero de 2017) fue un escritor, crítico de arte y pintor británico.
Entre sus obras más conocidas están G. (1972), la ganadora del Booker Prize, y el ensayo de introducción a la crítica de arte Modos de ver, texto de referencia básica para la historia del arte.

## Biografía
John Berger nació en Hackney, Londres, en 1926. A la edad de 6 años fue enviado a un internado por lo que estaba lejos de sus padres unos diez meses al año, experiencia que el autor consideró monstruosa.
John Berger fue hijo de un converso al cristianismo a quien el servicio como oficial de la infantería en el ejército británico durante la Segunda Guerra Mundial le quitó las ganas de ser sacerdote, pero no la fe. Berger dijo que de su padre heredó el talento para la pintura y cierta moral de soldado que siempre intentó imitar. “Al contrario de lo que me ocurre con muchos políticos actuales, a quienes me resulta imposible respetar, respeto a los soldados, porque son conscientes de las consecuencias de lo que hacen”, declaró a EPS. En la misma entrevista añadía: “Si mi madre está tan cerca de mí es porque durante mi infancia, y ya adulto, siempre me dejó ser muy libre”.
A los 16 años, se escapó del St. Edward’s School de Oxford decidido a estudiar arte “y ver mujeres desnudas.” Obtuvo una beca para estudiar en la Central School of Art de Londres, aunque pocos años después se enrolaría en el ejército británico, donde sirvió entre 1944-1946. Finalizada la guerra, retoma sus estudios en la Chelsea School of Art con otra beca, esta vez concedida por el ejército. Entre 1948 y 1955 impartió clases de dibujo en la misma escuela donde Henry Moore enseñaba escultura. Durante ese periodo traba vínculos con el partido comunista británico y no tardará en empezar a publicar artículos en el Tribune, donde escribiría bajo la estricta supervisión de George Orwell. En 1951 comenzó un periodo de colaboración con la revista New Stateman, colaboración que se prolongaría hasta diez años y en la que se revela como crítico de arte marxista y defensor del realismo. En 1960 se publica Permanent Red, volumen que recogerá una selección de los artículos publicados en New Stateman.
A los treinta años, decidió dejar de pintar para dedicarse completamente a la escritura, no porque, según sus palabras, dudara de su talento como pintor, sino porque la urgencia de la situación política en la que vivía (plena guerra fría) parecía requerir de él que se pusiera a escribir. En 1958, publicó su primera novela, Un pintor de nuestro tiempo. En ella se relata la vida de un pintor húngaro exiliado en Londres. El evidente compromiso político de la novela y el realismo con el que se narraba —siempre en primera persona—, hizo pensar a muchos que se trataba de un diario íntimo y no de ficción. El libro estuvo a la venta durante un mes, al cabo del cual la editorial, Secker & Warburg, retiró la novela de las librerías. Más tarde se supo que en la censura hubo presión del Congress for Cultural Freedom, una asociación de abogados anticomunistas. Luego, el autor reconoció lo arriesgado de hacer decir al narrador del libro que apoyaba al gobierno de János Kádár; y se reeditó en bolsillo, siete años después; además se tradujo en Hungría y desde ahí se difundió.
Pero Berger siguió escribiendo novela, ensayo, artículos en prensa, poesía, guiones de cine —junto a Alain Tanner— e incluso obras de teatro, y entre tanto, decidió emigrar voluntariamente a un pueblo de los Alpes franceses. Se ha publicado muchas veces que lo que provocó aquel autoexilio fue la vocación de ser un “escritor europeo”, aunque más tarde Berger confesó no haber conseguido sentirse en casa en el Londres de aquella época, una ciudad en la que no parecía encajar.
Con la publicación en 1965 de The Success and Failure of Picasso traducido inicialmente como Éxito y fracaso de Picasso (Debate, 1990) y en una edición posterior como Fama y soledad de Picasso (Alfaguara, 2013), Berger causó polémica. Decía que Picasso "podía ser el artista de más éxito, más rico y famoso que había existido nunca, pero esa realidad iba de la mano de su fracaso y soledad como artista. También señala a Picasso como heredero de la cultura española y como un extraño ('invasor vertical') en la cultura francesa". Berger consideró la cultura española y el carácter español como periférico y particular en el entorno europeo.
En 1972, la BBC emite una serie de televisión que fue acompañada por la publicación del texto Modos de ver, que marcó a toda una generación de críticos de arte y se ha convertido en libro de texto en las escuelas británicas; en él tomaba prestadas muchas ideas de La obra de arte en la época de su reproductibilidad técnica, el artículo de Walter Benjamin de 1936. Y ese mismo año, Berger gana inesperadamente el prestigioso Booker Prize por su novela G., levantando especial revuelo su decisión de donar la mitad del monto del premio al Partido Pantera Negra británico.
A lo largo de los años ochenta, va publicando escalonadamente la excepcional trilogía De sus fatigas, en la que estuvo trabajando durante quince años y en la que aborda el cambio que estamos aún experimentando con el paso de la vida rural a la urbana. En Puerca tierra nos anuncia una investigación en un modo de vida que tardará menos de un siglo en desaparecer, la vida campesina. En Una vez en Europa relata los amores que origina una vida así; y, finalmente, en Lila y Flag acompañamos a la siguiente generación a una existencia en la gran ciudad cosmopolita. Pero la investigación se extiende hacia la forma y, al leer, somos testigos de la búsqueda de una voz con la que relatar este excepcional acontecimiento de la humanidad.
En la elección de los temas sobre los que escribe, Berger ha seguido evidenciando hasta hoy su compromiso con la escritura como medio de lucha política. Así se puede comprobar, por ejemplo, en El tamaño de una bolsa, que incluye una correspondencia con el subcomandante Marcos, en Hacia la boda, que gira en torno al sida, o en King, un relato de la vida de los sin techo, además de en su activa colaboración como articulista para la prensa de muchos países. Aunque con el paso de los años ha tomado cierta distancia respecto a antiguas posturas políticas, por ejemplo respecto a su apoyo al régimen soviético, hace poco terminaba uno de sus artículos, publicado en La jornada y titulado “Dónde hallar nuestro lugar”, diciendo: “Sí, entre muchas otras cosas, sigo siendo marxista”.
En abril de 2009 en el Centre d'Arts Santa Mónica de Barcelona y en abril de 2010, en La Casa Encendida de Madrid, la cineasta española Isabel Coixet presentó una exposición monográfica dedicada a Berger con el título "From I to J. Un homenaje de Isabel Coixet a John Berger", con la colaboración de la arquitecta Benedetta Tagliabue y la participación de las actrices Penélope Cruz, Monica Bellucci, Isabelle Huppert, Maria de Medeiros, Sarah Polley, Tilda Swinton o Leonor Watling.
Berger quedó viudo en 2013 de Beverly Bancroft, editora de Penguin Books, que era la primera lectora de sus textos y a la que había conocido a principios de los años 1970, cuando preparaba Modos de ver. La pareja había tenido tres hijos: Jacob, director cinematográfico; Katya, escritora y crítica de cine; e Yves, artista. Berger dedicó a su esposa el libro Rondó para Beverly, con dibujos de él mismo y de su hijo Yves.

## Obra

### Novelas
- A Painter of Our Time, 1958 — Un pintor de hoy, Alfaguara, 2002, con un epílogo de

1988; trad.: Pilar Vázquez
- The Foot of Clive, 1962 — El pie de Clive. Buenos Aires, interZona, 2016; trad.: Marcos Mayer
- Corker's Freedom, 1964 — La libertad de Corker. Buenos Aires, interZona, 2016; trad.: Marcos Mayer
- G., 1972 — G., Alfaguara, 1994
- The Trilogy: Into Their Labours — Trilogía De sus fatigas
  - Pig Earth, 1979 — Puerca tierra, Alfaguara, 1989 (en gallego: Porca terra, trad.: Xoán Abeleira; Rinoceronte Editora, Pontevedra, 2007)
  - Once in Europe, 1987— Una vez en Europa, Alfaguara, 1992; trad.: Pilar Vázquez
  - Lilac and Flag, 1990 — Lila y Flag, Alfaguara, 1993; trad.: Pilar Vázquez;
- To the Wedding, 1995 — Hacia la boda, Alfaguara, 1995
- King, 1999 — K., una historia de la calle, Alfaguara, 2000; trad.: Pilar Vázquez;
- From A to X, 2008 — De A para X. Una historia en cartas, trad.: Pilar Vázquez; Alfaguara, 2009

### Poesía
- Pages of the Wound, 1994 — Páginas de la Herida: antología poética, Visor, 1995
- Le louche et autres poèmes, con su hijo Yves Berger, 2012
- Collected Poems, 2014 (Indian edition, 2015)

### Teatro
- A Question of Geography, con Nella Bielski, 1987
- Les Trois Chaleurs, 1985
- Boris, 1983
- Goya's Last Portrait, con Nella Bielski, 1989

### Guiones cinematográficos
- Une ville à Chandigarh, 1966, con el director de la película Alain Tanner[12]
- La salamandra (La Salamandre), 1971, con el director de la película Alain Tanner[13]
- El centro del mundo (Le Milieu du monde), 1974, con el director de la película Alain Tanner[14]
- Jonás, que cumplirá los 25 años en el año 2000 (Jonas qui aura 25 ans en l'an 2000), 1976, con el director de la película Alain Tanner[15]
- Play Me Something, 1989, con el director de la película Timothy Neat[16]

### Otros
- Marcel Frishman, con George Besson, 1958
- Permanent Red, 1960 (publicado en Estados Unidos en 1962 y con algunos cambios bajo el título de Toward Reality: Essays in Seeing) — Algunos pasos hacia una pequeña teoría de lo visible, Árdora Ediciones, 1997
- The Success and Failure of Picasso, 1965 — Fama y soledad de Picasso, trad.: Manuel de la Escalera y Pilar Vázquez; Alfaguara, 2013
- A Fortunate Man, con fotos de Jean Mohr, 1967 — Un hombre afortunado, trad.: Pilar Vázquez, Alfaguara, 2008
- Art and Revolution: Ernst Neizvestny And the Role of the Artist in the U.S.S.R, 1969
- The Moment of Cubism and Other Essays, 1969
- The Look of Things: Selected Essays and Articles, 1972
- Ways of Seeing, con Mike Dibb, Sven Blomberg, Cris Fox y Richard Hollis, 1972 — Modos de ver, Gustavo Gili, 2004
- A Seventh Man, con Jean Mohr, 1975 — Un séptimo hombre, Huerga y Fierro, 2002
- About Looking, 1980 — Mirar, Gustavo Gili, 2003
- Another Way of Telling, con Jean Mohr, 1982 — Otra manera de contar, Mestizo, 1998
- And Our Faces, My Heart, Brief as Photos, 1984
- The White Bird, 1985 (publicado en Estados Unidos como The Sense of Sight) — El sentido de la vista, Alianza Editorial, 2006
- Keeping a Rendezvous, ensayos, 1992 — Siempre bienvenidos, trad.: J.L. Moreno-Ruiz; Huerga y Fierro Editores, 2004
- Titian: Nymph and Shepherd, con Katya Berger, 1996 — Tiziano, Ninfa y Pastor, Árdora Ediciones, 2003
- Photocopies, 1996 — Fotocopias, trad.: Pilar Vázquez, Alfaguara, 2006
- Isabelle: A Story in Shorts, con Nella Bielski, 1998
- Grand Theft Auto: London 1969, 1999 (Voz de los personajes Archie y Albert Crisp)
- At the Edge of the World, con Jean Mohr, 1999
- Selected Essays, editado por Geoff Dyer, 2001
- The Shape of a Pocket, 2001 — El tamaño de una bolsa, Taurus, 2004
- I Send You This Cadmium Red: A Correspondence with John Christie, 2001 — Te mando este rojo cadmio: correspondencia entre John Berger y John Christie, Actar Editorial, 2000
- My Beautiful, con Marc Trivier, 2004
- Berger on Drawing, 2005
- Here is Where We Meet, 2005 — Aquí nos vemos, Alfaguara, 2005
- Hold Everything Dear, 2007 — Con la esperanza entre los dientes, trad.: Ramón Vera Herrera; Alfaguara, 2010
- The Red Tenda Of Bologna, 2007 - El toldo rojo de Bolonia, trad.: Pilar Vázquez; Abada Editores, 2011
- Meanwhile, 2008
- Why Look at Animals?, 2009
- From I to J, con Isabel Coixet, 2009
- Lying Down to Sleep, con Katya Berger, 2010
- Railtracks, con Anne Michaels, 2011
- Bento's Sketchbook, 2011 — El cuaderno de Bento, Alfaguara, 2012
- Cataract, con Selçuk Demirel, 2012
- Understanding a Photograph, editado por Geoff Dyer, 2013
- Portraits: John Berger on Artists, editado por Tom Overton, 2015 traits

Otros libros publicados en español
- Para entender la fotografía, Gustavo Gili, 2017
- Sobre las propiedades del retrato fotográfico, Gustavo Gili, 2006, 32p
- Esa belleza, sobre Alberto Giacometti, fotos de Marc Trivier con textos de Berger; Bartleby Editores, 2005
- Como crece una pluma. 1999-2005, con Marisa Camino; catálogo, texto introductorio de Alfonso Armada y postfacio de Chema Gómez de la Serna, Ediciones Exposiciones, Círculo de Bellas Artes, Madrid
- Rondó para Beverly, con su hijo Yves Berger, Alfaguara, 2015
- Confabulaciones, (ensayos, 2016). Interzona